# Stockholm Open 2010
Lo Stockholm Open 2010 è stato un torneo di tennis che si è giocato su campi in cemento al coperto. È stata la 42ª edizione dell'evento conosciuto col nome di Stockholm Open che appartiene alla serie ATP World Tour 250 series dell'ATP World Tour 2010. Gli incontri si sono tenuti al Kungliga tennishallen di Stoccolma, in Svezia, dal 18 al 24 ottobre 2010.

## Partecipanti ATP

### Teste di serie
| Giocatore       | Nazionalità | Ranking* | Testa di serie |
| --------------- | ----------- | -------- | -------------- |
| Roger Federer   | Svizzera    | 3        | 1              |
| Robin Söderling | Svezia      | 5        | 2              |
| Tomáš Berdych   | Rep. Ceca   | 7        | 3              |
| Ivan Ljubičić   | Croazia     | 17       | 4              |
| Stan Wawrinka   | Svizzera    | 21       | 5              |
| Feliciano López | Spagna      | 22       | 6              |
| Thomaz Bellucci | Brasile     | 25       | 7              |
| Tommy Robredo   | Spagna      | 43       | 8              |

- Le teste di serie sono basate sul ranking dell'11 ottobre 2010.

### Altri partecipanti
I seguenti giocatori hanno ricevuto una wild card per il tabellone principale: 
- James Blake
- Michael Ryderstedt
- Stan Wawrinka

I seguenti giocatori sono passati dalle qualificazioni:

- Matthias Bachinger
- Ivan Dodig
- Filip Prpic
- Thomas Schoorel

## Campioni

### Singolare maschile
Roger Federer ha battuto in finale  Florian Mayer con il punteggio di 6–4, 6–3
- È il 3º titolo dell'anno per Federer, il 64° della sua carriera.

### Doppio maschile
Eric Butorac /  Jean-Julien Rojer hanno battuto in finale  Johan Brunström /  Jarkko Nieminen con il punteggio di 6–3, 6–4